# 폴란드 공군
폴란드 공군(폴란드어: Siły Powietrzne)은 폴란드군의 공군이다.
폴란드 공군은 1917년 하반기에 시작되었으며, 1918년 제1차 세계 대전이 끝난 후 몇 달 동안 공식적으로 창설되었다. 1939년 나치 독일이 폴란드를 침공하는 동안 항공기의 70%가 파괴되었다. 9월 17일 소련이 폴란드를 침공한 후 대부분의 조종사는 루마니아와 헝가리를 거쳐 탈출하여 2차 세계 대전 내내 연합군 공군에서 계속 싸웠다.